# Addio al nubilato

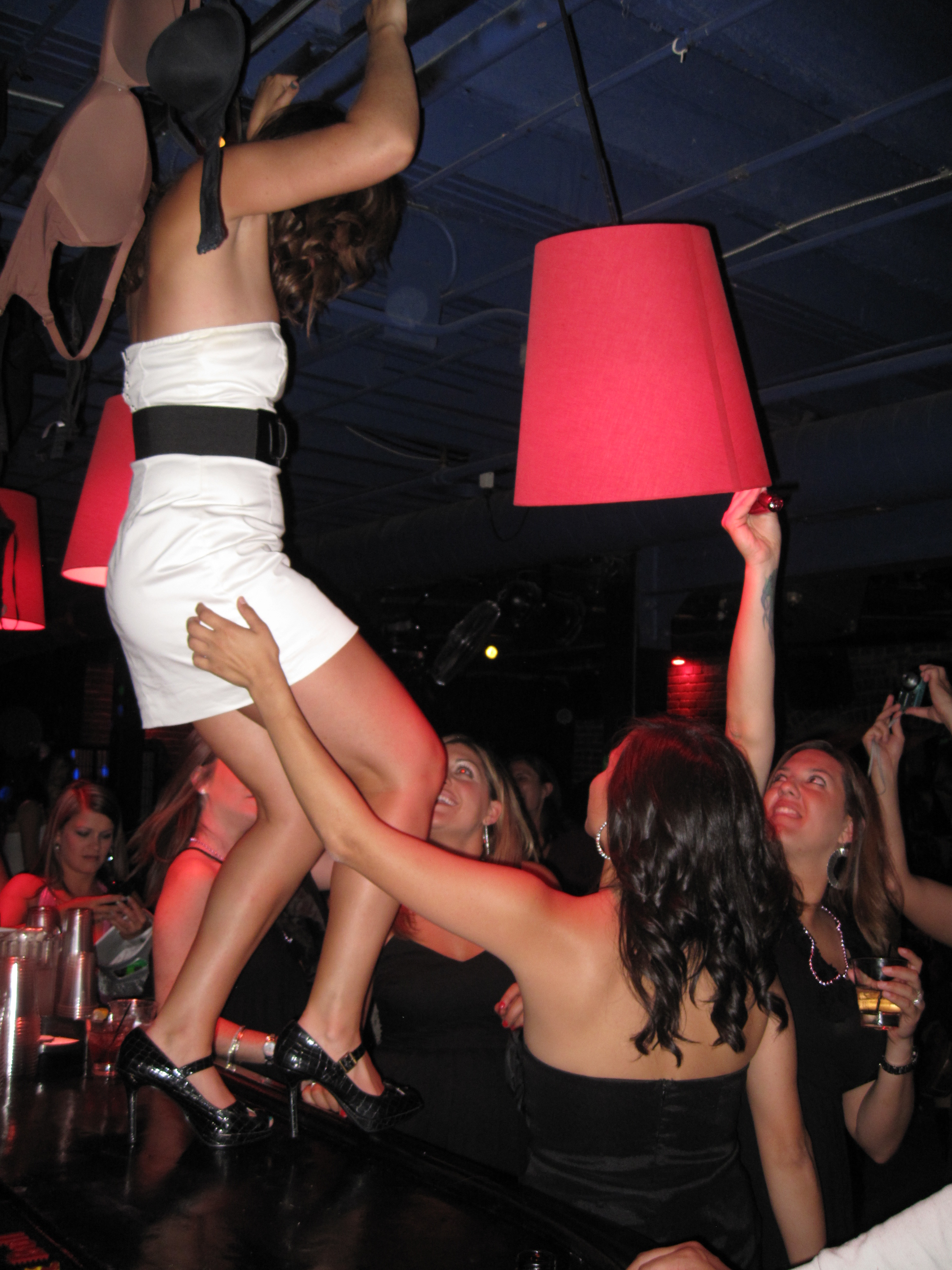
Un addio al nubilato negli Stati Uniti

Un addio al nubilato è una festa tenuta in onore di una donna in procinto di sposarsi, nei giorni immediatamente precedenti le nozze, nella quale viene celebrato simbolicamente il suo abbandono della condizione di nubile dalle amiche. Tradizionalmente l'addio al nubilato è organizzato dalla testimone della sposa.
Il senso di questo festeggiamento è il simbolismo di poter fare un'ultima notte da soli fidanzati e non da sposati; questo senso si intende che dal matrimonio in poi la vita si trasformerà in coppia.
Solitamente, sempre con questo spirito, lo svolgimento dei rispettivi festeggiamenti di nubilato e celibato, viene nascosto alla controparte, per mantenere lo spirito di "ultima notte celibe/nubile".

## Storia
La tradizione della festa di addio al nubilato è derivata dalla ben più antica tradizione della festa di addio al celibato, una celebrazione simile organizzata dagli amici dello sposo per lo sposo poco prima delle nozze.
Si ritiene che l'esistenza di una festa in onore della sposa, simile a quella che già esisteva da tempo per lo sposo, possa essersi affermata durante la cosiddetta rivoluzione sessuale, negli anni 60. Feste di questo tipo erano comunque rare fino alla metà degli anni '80 e il primo libro che espressamente ne tratta è stato pubblicato nel 1998.
Il significato culturale di questa festa è in larga parte da ricercarsi nel concetto di uguaglianza di genere.
In un primo momento, il termine "addio al nubilato" era utilizzato solo per indicare feste in onore della sposa caratterizzate da manifestazioni di liberazione sessuale. Oggi questa definizione viene utilizzata per indicare ogni tipo di festa in onore della sposa organizzata dalla sue amiche.

## Organizzazione
Di solito viene celebrato come ultimo giorno di libertà. I partecipanti a un addio al nubilato sono normalmente solo donne. La festa è tipicamente organizzata dalle donne che poi saranno anche invitate alla cerimonia nuziale e non deve mai essere organizzata dalla stessa sposa.